# Wegekapelle St. Matthias

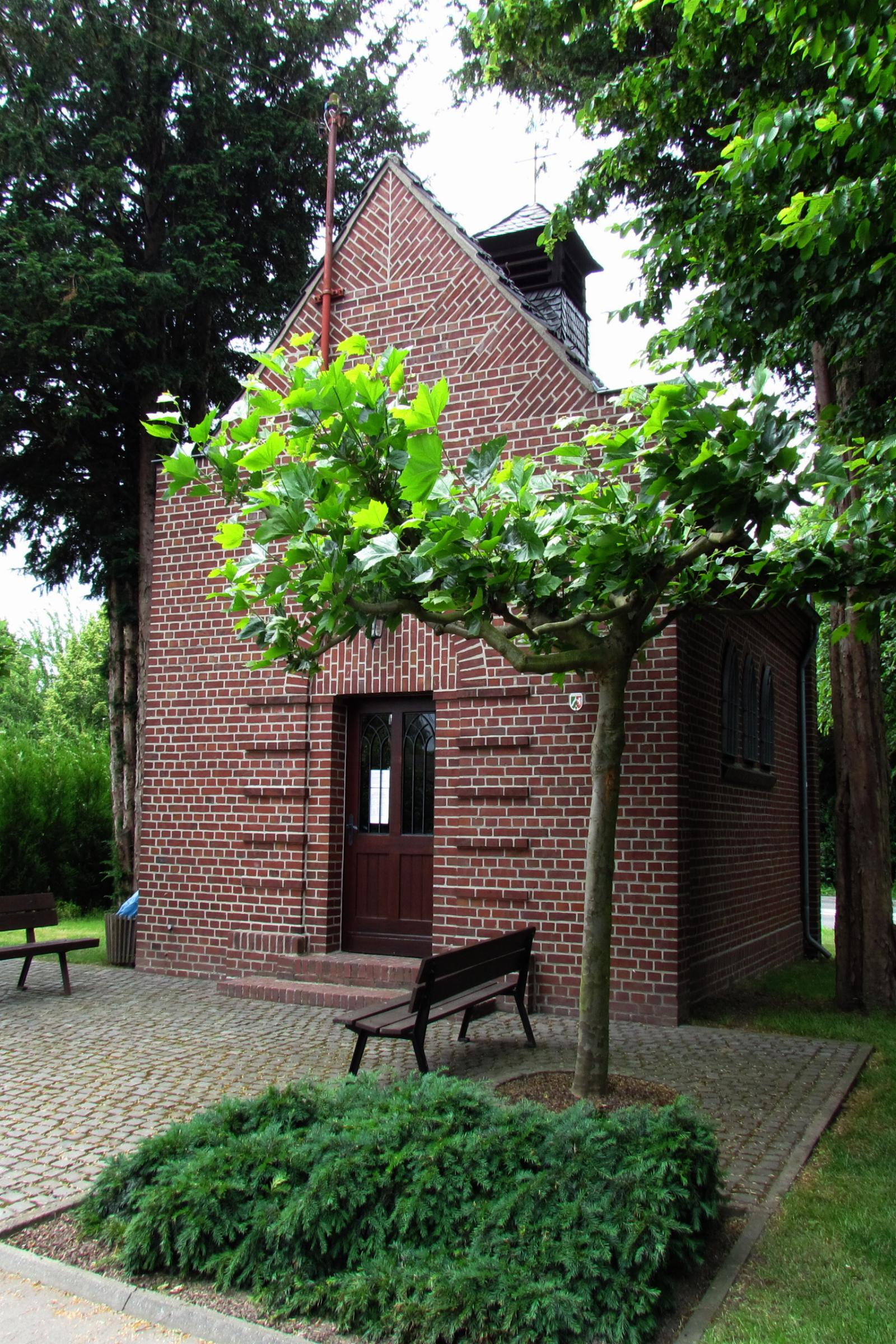
Wegekapelle St. Matthias

Die Wegekapelle St. Matthias steht im Korschenbroicher Ortsteil Raderbroich  im Rhein-Kreis Neuss in Nordrhein-Westfalen.
Das Gebäude wurde in den 1930er Jahren erbaut und unter Nr. 025 am 22. August 1985 in die Liste der Baudenkmäler in Korschenbroich eingetragen.

## Architektur
Es handelt sich um ein einschiffiges Backsteinkapellchen  mit geradem Chorschluss und Dachreiter. Die Ausstattung ist zeitgenössisch.